# Poleanți, Sofia
Poleanți (în bulgară Полянци) este un sat în comuna Ihtiman, regiunea Sofia,  Bulgaria. 

## Demografie
Componența etnică a satului Poleanți
     Bulgari (98,95%)
     Nicio identificare (1,04%)
     Altele (0%)
La recensământul din 2011, populația satului Poleanți era de 191 locuitori. Din punct de vedere etnic, majoritatea locuitorilor (98,95%) erau bulgari. Pentru 1,04% din locuitori nu este cunoscută apartenența etnică.